# Processing
Processing — це безоплатна графічна бібліотека та інтегроване середовище розробки (IDE), створені для електронного мистецтва, нових медіа та візуального дизайну з метою навчання не програмістів основам комп'ютерного програмування у візуальному контексті.
Processing використовує мову програмування Java, з додатковими спрощеннями, такими як додаткові класи та псевдонімні математичні функції та операції. Середовище також містить графічний інтерфейс для спрощення етапу компіляції та виконання.
Мова Processing та IDE були попередником інших проєктів, включаючи Arduino, Wiring та p5.js.
Використовується студентами, художниками, дизайнерами, дослідниками та любителями, для вивчення прототипування та виробництва. Вона була створена для вивчення основ комп'ютерного програмування у візуальному контексті та служить програмним забезпеченням (йдеться про те, що кожен візуальний файл *.pde оболонки Processing'a представляється окремим зображенням або анімацією, і т. д.) та професійним інструментом.

## Історія
Проєкт ініціювали у 2001 році Кейсі Різ і Бенджамін Фрай, обидва з групи Естетики та Обчислень у MIT Media Lab. У 2012 році вони заснували Processing Foundation разом з Даніелем Шиффманом, який приєднався до них як третій керівник проєкту. Йоганна Хедва приєдналася до Фонду у 2014 році на посаді директора з питань адвокації.
Спочатку, Processing мав інтернет-адресу за посиланням proce55ing.net, тому що processing домен був зайнятий. Зрештою Рейс та Фрай придбали домен processing.org. Хоча в назві було поєднання букв і цифр, воно все одно вимовлялося processing. Вони не віддавали перевагу оточенню, яке називалося Proce55ing. Попри зміну доменного імені, Processing все ще використовував термін p5 іноді як скорочена назва (p5 конкретно, а не p55), наприклад p5.js є посиланням на це.
У 2012 році було створено Processing Foundation, що отримав статус 501(c)(3) некомерційної організації, підтримка спільноти навколо інструментів та ідей, які почалися з проєктом Processing. Фонд заохочував людей у всьому світі щорічно збиратися на місцеві події Processing Community Day.

## Приклади коду

### Hello World
Виведення рядка символів у консоль:
```
//This prints "Hello World." to the IDE console.

void
 
setup
()
 
{

  
println
(
"Hello world."
);

}

```

Приклад малювання ліній від заданої точки до місцезнаходження курсора:
```
//Hello mouse.

void
 
setup
()
 
{

  
size
(
400
,
 
400
);

  
stroke
(
255
);

  
background
(
192
,
 
64
,
 
0
);

}

void
 
draw
()
 
{

  
line
(
150
,
 
25
,
 
mouseX
,
 
mouseY
);

}

```